# میشل چندلر
میشل چندلر (انگلیسی: Michelle Chandler؛ زادهٔ ۱۶ ژوئیهٔ ۱۹۷۴) ورزشکار بسکتبال اهل استرالیا است.
از باشگاه‌هایی که در آن بازی کرده‌است می‌توان به فینکس مرکوری اشاره کرد.
وی در مسابقات کشوری و بین‌المللی در مجموع برندهٔ ۱ مدال طلا، ۱ مدال برنز شده‌است.